# بليك ماسترز
بليك ماسترز (بالإنجليزية: Blake Masters)‏ هو منتج تلفزيوني وكاتب سيناريو ومخرج أمريكي، ولد في 10 فبراير 1970 في نيويورك في الولايات المتحدة.

## وصلات خارجية
- بليك ماسترز على موقع IMDb (الإنجليزية)
- بليك ماسترز على موقع ألو سيني (الفرنسية)
- بليك ماسترز على موقع أول موفي (الإنجليزية)
- بليك ماسترز على موقع قاعدة بيانات الأفلام السويدية (السويدية)
- بليك ماسترز على موقع قاعدة بيانات الفيلم (الإنجليزية)
- بليك ماسترز على موقع كينوبويسك (الروسية)